# Jake Gyllenhaal
Jacob Benjamin "Jake" Gyllenhaal (Los Angeles, 19 de dezembro de 1980) é um ator norte-americano. Ele é mais conhecido por interpretar Homer Hickam no filme October Sky, seguido pelo filme Donnie Darko, que dava vida a um adolescente com problemas psicológicos e que contracenava com sua irmã da vida real, Maggie Gyllenhaal. No filme The Day After Tomorrow, ele retratou um estudante preso em um evento cataclísmico do aquecimento e esfriamento global, ao lado de Dennis Quaid como seu pai. O ano de 2005 foi seguramente o ano de sua consagração como ator diante do grande público, graças a sua interpretação de um fuzileiro frustrado em Jarhead e sobretudo como personagem do vaqueiro Jack Twist em Brokeback Mountain, de Ang Lee, lhe rendeu elogios da crítica, o prêmio BAFTA de Melhor Ator Coadjuvante e uma indicação ao Oscar de Melhor Ator Coadjuvante. Em 2010 estrelou o longa Prince of Persia: The Sands of Time, baseado no jogo eletrônico de mesmo nome. Em 2011 esteve na ficção científica Source Code como o capitão Colter Stevens.
Gyllenhaal tornou-se um ativista, promovendo diversas causas políticas e sociais. Nos últimos anos tem aparecido na campanha de publicidade Rock the Vote, tem prestado publicamente seu apoio ao Partido Democrata dos Estados Unidos nas eleições de 2004 e tem promovido diferentes causas ambientais e em favor da União Americana pelas Liberdades Civis. Também participou do programa Man vs. Wild junto com Bear Grylls e confessou que seu maior medo é o de altura.

## Primeiros anos e educação
Gyllenhaal nasceu em Los Angeles, Califórnia, filho do diretor de cinema Stephen Gyllenhaal e da produtora de cinema e roteirista Naomi Foner (como solteira Achs).Maggie Gyllenhaal, sua irmã e também atriz, apareceu com Jake no filme Donnie Darko. O pai de Gyllenhaal foi criado com religião swedenborgianista e é descendente da família de nobres sueca Gyllenhaal. Seu último antepassado nativo sueco foi seu trisavô, Anders Leonard Gyllenhaal. A mãe de Jake Gyllenhaal provém de uma família judia da cidade de Nova York, e Gyllenhaal disse que se considera "mais judeu do que qualquer outra coisa." Seu Bar Mizvá ocorreu em um refúgio para pessoas sem casa pois seus pais quiseram instilar um sentimento de gratidão por seu estilo de vida privilegiado. Os pais de Gyllenhaal insistiram para que ele trabalhasse no verão para que mantivesse a sí mesmo. Durante esse tempo trabalhou como salva-vidas e ajudante de camareiro em um restaurante dirigido por um amigo de sua família.

## Carreira como ator

### Primeiros anos de carreira

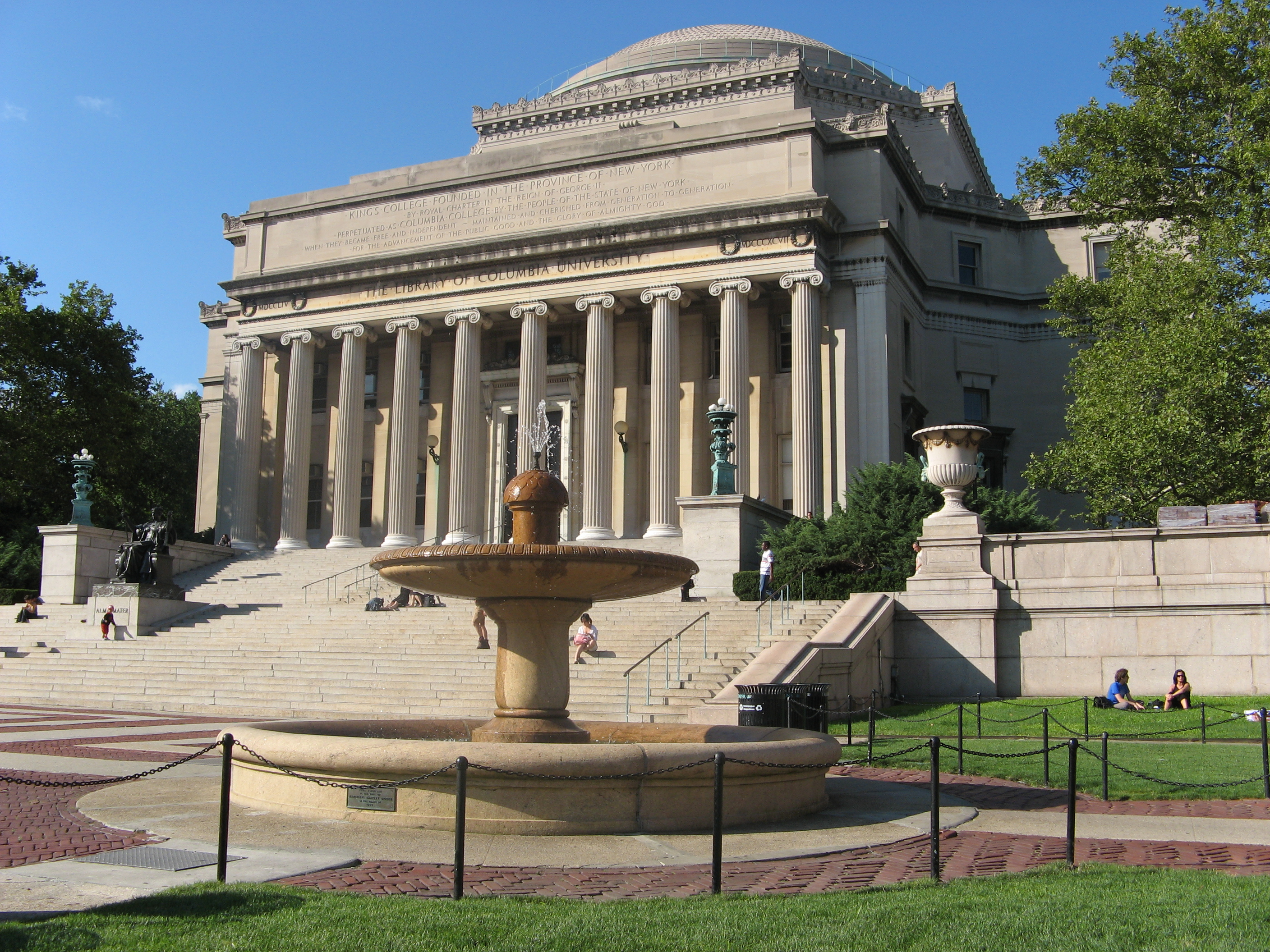
Jake Gyllenhaal estudou por um tempo na Universidade Columbia; deixou de assistir a ela porque decidiu concentrar-se na atuação. Fotografia de Low Memorial Library, biblioteca da escola.

Durante sua infância, Gyllenhaal teve uma exposição regular ao cinema, devido que sua família estava muito vinculada a indústria. Aos onze anos de idade, fez sua estreia como ator interpretando o filho de Billy Crystal no filme de comédia de 1991, City Slickers. Seus pais não lhe permitiram aparecer no filme de 1992, The Mighty Ducks, porque a produção queria que Jake deixasse sua casa por dois meses. Nos anos vindos, seus pais lhe permitiram participar em provas de casting para papéis diferentes, mas recusavam regularmente que seu filho aceitasse o papel em caso de ser eleito. Contrariamente, teve a oportunidade de aparecer em várias ocasiões em alguns dos filmes de seu pai. Apareceu no filme de 1993, A Dangerous Woman (junto de sua irmã Maggie); em "Bop Gun", um episódio da série Homicide: Life on the Street, em 1994, e na comédia de 1998, Homegrown. Junto de Maggie Gyllenhaall e sua mãe, apareceu em dois episódios de Molto Mario, um programa de cozinha italiana do Food Network. Antes de seu último ano no colégio, o único filme não dirigido pelo seu pai em que Gyllenhaal foi permitido atuar foi o filme de 1993, Josh and S.A.M., uma aventura infantil  pouco conhecida.
Se graduou na Harvard-Westlake School em Los Angeles, em 1998, e depois frequentou a Universidade Columbia, onde sua irmã cursava o nível superior e da qual sua mãe havia se graduado, para estudar religiões orientais e filosofia. Abandonou a universidade dois anos depois para poder concentrar-se na atuação, embora tenha expressado sua intenção de terminar sua licenciatura. O primeiro papel principal de Gyllenhaal foi em October Sky, uma adaptação da autobiografia de Homer Hickam, Rocket Boys, dirigido por Joe Johnston, onde interpretou um jovem da Virgínia Ocidental que trata de ganhar uma bolsa de estudos de ciências para assim evitar converter-se em um mineiro de carvão. O filme arrecadou $32 milhões e foi descrito no Sacramento News and Review como a "interpretação revelação" de Gyllenhaal."

### DeDonnie Darkoao teatro de Londres
Donnie Darko, o segundo filme de grande sucesso de Gyllenhaal, não foi um sucesso de bilheteria depois de sua estreia em 2001, mas, eventualmente, se tornou um filme cult favorito. O filme, dirigido por Richard Kelly, se localiza no ano de 1988 e apresenta Gyllenhaal como um garoto adolescente problemático que, depois de ter escapado da morte por muito pouco, experimenta visões de um coelho de 6 pés (1,8 m) de altura chamado Frank, que lhe diz que o mundo está chegando ao seu fim. A interpretação de Gyllenhaal foi muito bem recebida pelas críticas. Gary Mairs de culturevulture.net afirmou que:
| “ | "Gyllenhaal alça o truque difícil de parecer tanto uma pessoa suavemente normal como uma profundamente perturbada, frequentemente dentro de uma mesma cena". | ” |

Depois do sucesso da crítica de Donnie Darko, o seguinte papel de Gyllenhaal foi o personagem principal de Highway, um filme de 2002 ignorado pela audiência e igualmente pelos críticos. Sua atuação foi descrita por um crítico como "tonta, clichê e direta para vídeo". Obteve uma maior fama ao protagonizar ao lado de Jennifer Aniston no filme The Good Girl, cuja estreia mundial ocorreu em 2002, no Festival Sundance de Cinema; também protagonizou Lovely & Amazing com Catherine Keener. Em ambos os filmes, caracterizou um personagem instável que começa um caso com uma mulher mais velha. Depois, Gyllenhaal descreveu seus personagens como um "adolescente em transição". Depois protagonizou a comédia romântica da Touchstone Pictures, Bubble Boy, na qual se baseia muito pouco na história homônima de David Vetter. O filme retrata as aventuras do personagem que dá título ao filme, que persegue o amor de sua vida antes que ela se case com o homem errado. O filme foi fortemente criticado pela imprensa especializada, chamando-o de uma "atrocidade de mau gosto, caótica e tonta".
Seguido de Bubble Boy, protagonizou junto de Dustin Hoffman, Susan Sarandon e Ellen Pompeo no filme Moonlight Mile, interpretando um jovem que enfrenta a morte de sua noiva e a dor de seus pais. A história, que recebeu críticas variadas, está livremente baseada nas experiências pessoais do escritor e diretor Brad Silberling, depois do assassinato de sua namorada, Rebecca Schaeffer.
Quase foi contratado para interpretar o Spider-Man em Spider-Man 2, devido a preocupação do diretor Sam Raimi pela saúde do ator principal e original de Spider-Man, Tobey Maguire. Entretanto, Maguire se recuperou, e a sequência foi filmada sem Gyllenhaal. Em seu lugar, protagonizou a produção de grande orçamento The Day After Tomorrow em 2004, co-protagonizada por Dennis Quaid, que interpretou seu pai.
Em sua estreia teatral, protagonizou o renascimento de Kenneth Lonergan, This is Our Youth, nos palcos de Londres. A respeito, o ator disse:
| “ | "Todo ator que eu via tinha feito um trabalho de teatro, então eu sabia que tinha de experimentá-lo". | ” |

A obra, da qual tinha sido uma sensação crítica na Broadway, foi apresentada por oito semanas no West End de Londres. Gyllenhaal recebeu críticas favoráveis e o prêmio do Evening Standard Theatre na categoria "Outstanding Newcomer".

### Brokeback Mountaine outras atuações
O ano de 2005 foi prolífico para Gyllenhaal, já que protagonizou os filmes muito bem recebidos pela crítica como Proof, Jarhead e Brokeback Mountain. Em Proof, trabalhando ao lado de Gwyneth Paltrow e Anthony Hopkins, interpretou um estudante graduado em matemática que tenta convencer a personagem de Paltrow a publicar uma revolucionária prova para um problema intrigante da comunidade dos matemáticos. Em Jarhead, concentrado em uma atuação contrária ao seu estilo usual, "sensível embora perturbado", mostrou um tipo de agressividade masculina como um violento fuzileiro dos Estados Unidos durante a primeira Guerra do Golfo. Também fez uma prova de casting para ser o Batman, para um dos maiores sucessos de bilheteria, Batman Begins, e chegou perto de conseguir o papel, mas Christian Bale foi escolhido para ele.

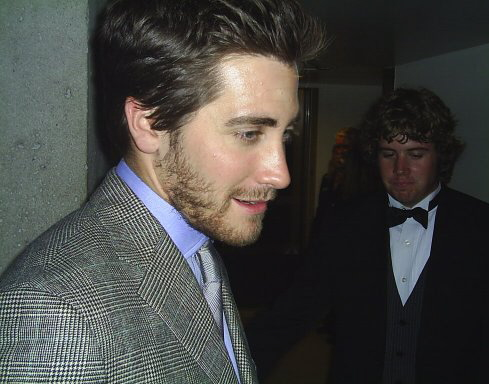
Gyllenhaal na estreia de Proof em 2005.

Em Brokeback Mountain, Gylenhaal e Heath Ledger interpretaram dois jovens que se conhecem como pastores de ovelhas e embarcam em uma relação que começa no verão de 1963 e continua até a morte do personagem de Gyllenhaal, em 1981. Frequentemente, o filme era associado com a expressão abreviada "o filme de cowboys gays", embora não houvesse opiniões diferentes sobre a orientação sexual dos personagens. O filme ganhou o prêmio Golden Lion no Festival de Veneza. O filme chegou a ganhar quatro Globos de Ouro, quatro prêmios BAFTA, e três prêmios Óscar. Gyllenhaal foi nomeado para o Óscar na categoria de "Melhor ator Coadjuvante" por sua atuação, mas perdeu para George Clooney por Syriana. Também ganhou o prêmio BAFTA como "Melhor Ator Coadjuvante" pelo mesmo papel e recebeu uma nomeação como "Melhor Ator Coadjuvante", junto com outra de "Melhor Elenco" pelo Screen Actors Guild Awards. Também por Brokeback Mountain, ele e Ledger ganharam um prêmio no MTV Movie Awards por "Melhor Beijo" em 2006. Pouco depois dos prêmios Óscar de 2006, foi convidado a entrar para a Academia em reconhecimento pela sua carreira como ator. Gyllenhaal foi premiado em 2006 com o "Prêmio Jovem Artista por Excelência Artística" pela National Arts Awards por seu papel.
Gyllenhaal expressou diferentes sentimentos sobre a experiência de haver estado sobre a direção de Ang Lee em Brokeback Mountain, mas geralmente, o filme conseguiu uma quantidade maior de elogios do que críticas pelo estilo de direção de Lee. Apesar de reclamar da maneira de como Lee tende a se desconectar com seus atores uma vez que começa alguma filmagem, Gyllenhaal elogia seu incentivo a direção dos atores e uma abordagem sensível ao material. Na cerimônia, Directors Guild of America Awards, em 28 de janeiro de 2006, Gyllenhaal voltou a elogiar Lee pela "sua humildade e seu respeito a qualquer um a sua volta."
Quando perguntado sobre as suas cenas de beijo com Heath Ledger em Brokeback Mountain, disse: "Como ator, creio que necessitamos incluir os momentos em que nos sentimos mais incômodo". Também, quando questionado sobre as cenas mais íntimas com Ledger, Gyllenhaal comparou-os ao "fazendo uma cena de sexo com uma mulher que eu não sou particularmente atraído". Seguindo o lançamento de Brokeback Mountain, circularam rumores em relação a orientação sexual do ator. Quando perguntado sobre uma fofoca durante uma entrevista, Gyllenhaal disse:
| “ | Você sabe que é lisonjeiro quando há um rumor que diz que eu sou bissexual. Isso significa que posso interpretar mais tipos de papéis. Estou aberto a qualquer pessoa que quiser me chamar. Eu realmente nunca estive atraído por homens sexualmente, mas eu não acho que eu teria medo disso se tivesse acontecido. | ” |

Gyllenhaal narrou o curtametragem animado de 2005, The Man Who Walked Between the Towers, baseado no livro de Mordicai Gerstein de mesmo nome sobre o famoso truque de Philippe Petit. Em janeiro de 2007, como anfitrião do Saturday Night Live, colocou um vestido de noite brilhante e cantou a canção "And I Am Telling You I'm Not Going" do musical Dreamgirls para seu monólogo de abertura, dedicando a canção a sua "única base de fans… os fans de Brokeback".

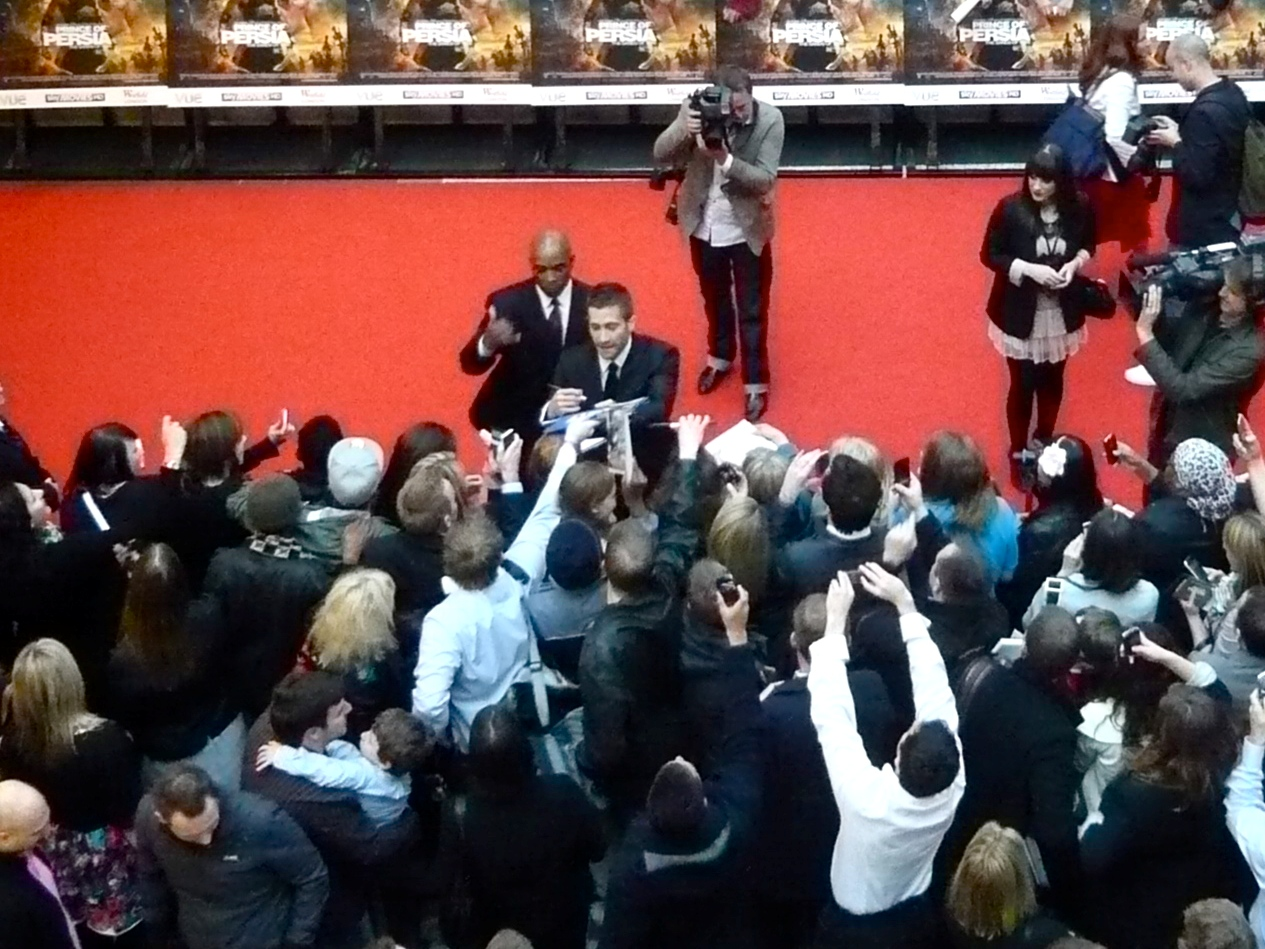
Jake Gyllenhaal na estreia de Prince of Persia em Londres (Maio de 2010).

Em 2007, protagonizou o filme Zodiac, dirigido por David Fincher. O filme fora baseado em uma história real, onde o ator interpretou Robert Graysmith, um cartunista de San Francisco Chronicle e autor de dois livros sobre o Assassino do Zodíaco. Gyllenhaal trabalhou ao lado de Meryl Streep, Alan Arkin e Reese Witherspoon no longa de 2007, Rendition, um thriller político dirigido por Gavin Hood sobre a política estadunidense de redenção extraordinária. Em 2009, apareceu ao lado de Tobey Maguire e Natalie Portman no remake de Entre Irmãos. Seus papéis seguintes incluem a comédia Nailed, que filmou na Carolina do Sul ao lado de Jessica Biel, e o filme, embora sem nome, de Doug Liman sobre a corrida para a colonização lunar.
Visto internacionalmente como um símbolo sexual, Gyllenhaal foi eleito pela revista People como uma das "50 Pessoas mais Bonitas" em 2006. Ele também foi listado como um dos "Solteiros mais Sexys de 2006" novamente pela People. Semelhante à lista da revista People, o site a AfterElton.com elege os "100 mais Sexy" para o público gay e bissexual e Gyllenhaal fora listado na primeria posição em 2007 e 2008. Ocupou também a primeria posição na votação da Gay Wired Magazine onde fora escolhido como um dos melhores atores que já interpretaram personagens gays em filmes.
Na série Entourage, Gyllenhaal, que não apareceu na tela, foi o substituto de Vincent Chase em Aquaman 2 depois que Chase fora despedido. Esta foi provavelmente uma referência à Spider-Man 2, quando Gyllenhaal quase substituiu Tobey Maguire.
Gyllenhaal fez o papel principal na adaptação cinematográfica do jogo Prince of Persia: The Sands of Time, produzido por Jerry Bruckheimer e lançado pela Disney em 28 de maio de 2010.
Em 2019 interpretou o Mystério, o principal vilão do filme Homem Aranha Longe de Casa.

## Vida pessoal

### Família e outras relações
Filho do diretor Stephen Gyllenhaal e da roteirista Naomi FonerRobert Achs, a família de Gyllenhaal inclui a sua irmã, a atriz Maggie Gyllenhaal, que está casada com Peter Sarsgaard, o ator que já havia trabalhado com Gyllenhaal co-protagonizando em Jarhead e em Rendition. Em dezembro de 2006, Jake e sua irmã escaparam de um incêndio que destruiu Manka's, um famoso restaurante e casa de hospedagem em Inverness, Califórnia, onde se encontravam nas férias. A sobrinha de Gyllenhaal, Ramona Sarsgaard, nasceu em 3 de outubro de 2006. Jamie Lee Curtis é a sua madrinha, e várias vezes ele tem mencionado que seus padrinhos formam um casal gay. O mesmo Gyllenhaal é padrinho de Matilda Rose Ledger (nascida em 28 de outubro de 2005), filha do ator falecido Heath Ledger e de Michelle Williams, sendo Ledger com quem trabalhou em Brokeback Mountain. Seu tio, Anders Gyllenhaal, é o editor executivo de The Miami Herald. Seu tio falecido foi o diretor de cinema Robert Achs.
Gyllenhaal namorou a atriz Kirsten Dunst durante quase dois anos a partir de 2002.
Gyllenhaal também ja namorou a atriz Natalie Portman e a atriz de Rendition, Reese Witherspoon. Witherspoon confirmou a relação, sobre o que a mídia tinha especulado desde o início de 2007, em uma entrevista para a edição de novembro de 2008 da revista Vogue. O casal se separou em novembro de 2009, mas o informe foi negado pelos publicistas de Witherspoon e Gyllenhaal, que declararam que "eles ainda estavam juntos". Entretanto, semanas depois, um informe do Us Weekly disse que o casal estava separado.
No final de 2010, ele começou a namorar a cantora country Taylor Swift. Porém o namoro durou apenas dois meses.
É amigo íntimo desde que eram pequenos do músico Adam Levine , atual vocalista e guitarrista da banda Maroon 5.
Para o seu personagem do filme "Nightcrawler", Jake perdeu mais de 10 kg, por ideia do mesmo.

### Políticas e outros interesses
Gyllenhaal é politicamente ativo. Ele gravou um comercial para o Rock the Vote, e ao lado de sua irmã, visitou a Universidade do Sul da Califórnia para encorajar estudantes a votar durante a eleição estadunidense de 2004. Ele também fez campanha para o candidato presidencial democrata John Kerry. Ele disse, entretanto, que "me frustra quando os atores falam de política; sou político e faço eleições em meus filmes que penso que são políticos. Tento e digo coisas com o que eu faço. Certo ou errado, os jovens atores tem todo o poder". Em uma entrevista para Rendition, observou que "é triste quando os atores são políticos e políticos são atores".
Criado em uma família preocupada com questões sociais, Gyllenhaal fez campanha em nome da União Americana pelas Liberdades Civis (ACLU), uma organização que toda a sua família apoia. Ambientalista consciente, ele recicla regularmente, e disse em uma entrevista que gasta $400 para ter árvores plantadas em uma floresta de Moçambique, parcialmente para promover o programa Futuro das Florestas. Após filmar The Day After Tomorrow, ele voou ao Ártico para promover a consciência das mudanças climáticas.
Em seu tempo livre, Gyllenhaal desfruta da marcenaria e da culinária. Sobre seu costume de meditar todos os dias, ele disse, "não sou um budista de carteirinha, mas tento praticar".
Gyllenhaal foi contratado para ajudar no evento de caridade da TV, Stand Up To Cancer.

## Filmografia

### Cinema
| Ano  | Filme                               | Personagem                     | Título em Português e Obs.                                   |
| ---- | ----------------------------------- | ------------------------------ | ------------------------------------------------------------ |
| 1991 | City Slickers                       | Danny Robbins                  | br: Amigos, Sempre Amigos pt: A Vida, o Amor... e as Vacas   |
| 1993 | Josh and S.A.M.                     | Leon                           | br: Josh e SAM - Uma Aventura Sem Limites pt: Fuga em Grande |
| 1993 | A Dangerous Woman                   | Edward                         | br/pt: Uma Mulher Perigosa                                   |
| 1998 | Homegrown                           | Jake/Blue Kahan                | br: Três Sócios Duvidosos pt: Traficantes Aprendizes         |
| 1999 | October Sky                         | Homer Hickam Jr.               | br: O Céu de Outubro pt: Céu de Outubro                      |
| 2001 | Donnie Darko                        | Donald J. "Donnie" Darko       | br/pt: Donnie Darko                                          |
| 2001 | Bubble Boy                          | Jimmy Livingston               | br: Jimmy Bolha pt: Bubble Boy Um Rapaz Especial             |
| 2001 | Lovely & Amazing                    | Jordan                         | br/pt: Encontro de Irmãs                                     |
| 2002 | Highway                             | Pilot Kelson                   | br: Fuga Desenfreada pt: Estrada Interminável                |
| 2002 | Moonlight Mile                      | Joe Nast                       | br: Vida que Segue pt: Sonhos Desfeitos                      |
| 2002 | The Good Girl                       | Thomas "Holden" Worther        | br: Por Um Sentido na Vida pt: É Agora ou Nunca              |
| 2004 | The Day After Tomorrow              | Sam Hall                       | br/pt: O Dia Depois de Amanhã                                |
| 2005 | Brokeback Mountain                  | Jack Twist                     | br/pt: O Segredo de Brokeback Mountain                       |
| 2005 | Jarhead                             | Anthony "Swoff" Swofford       | br: Soldado Anônimo pt: Máquina Zero                         |
| 2005 | Proof                               | Harold 'Hal' Dobbs             | br: A Prova pt: Proof - Entre o Génio e a Loucura            |
| 2007 | Zodiac                              | Robert Graysmith               | br: Zodíaco pt: Zodiac                                       |
| 2007 | Rendition                           | Douglas Freeman                | br: O Suspeito pt: Detenção Secreta                          |
| 2009 | Brothers                            | Tommy Cahill                   | br/pt: Entre Irmãos                                          |
| 2010 | Prince of Persia: The Sands of Time | Príncipe Dastan                | br/pt: Príncipe da Pérsia: As Areias do Tempo                |
| 2010 | Love and Other Drugs                | Jamie Randall                  | br: Amor e Outras Drogas pt: O Amor é o Melhor Remédio       |
| 2011 | Source Code                         | Colter Stevens                 | br: Contra o Tempo pt: O Código Base                         |
| 2012 | End of Watch                        | Brian Taylor                   | br: Marcados para Morrer pt: Fim de Turno                    |
| 2013 | Prisoners                           | Detetive Loki                  | br: Os Suspeitos pt: Raptadas                                |
| 2013 | Enemy                               | Adam Bell / Anthony St. Claire | br/pt: O Homem Duplicado                                     |
| 2014 | Nightcrawler                        | Louis Bloom                    | br: O Abutre pt: Nightcrawler - O Repórter da Noite          |
| 2015 | Accidental Love                     | Howard Birdwell                | br: Amor por Acidente pt: Amor Acidental                     |
| 2015 | Everest                             | Scott Fischer                  | br/pt: Evereste                                              |
| 2015 | Southpaw                            | Billy "The Great" Hope         | br: Nocaute pt: Southpaw - Coração de Aço                    |
| 2016 | Demolition                          | Davis Mitchell                 | br/pt: Demolição                                             |
| 2016 | Nocturnal Animals                   | Tony Hastings                  | br/pt: Animais Noturnos                                      |
| 2017 | Life                                | David Jordan                   | br: Vida pt: Vida Inteligente                                |
| 2017 | Okja                                | Dr. Johnny Wilcox              | br/pt: Okja                                                  |
| 2017 | Stronger                            | Jeff Bauman                    | br: O Que te Faz Mais Forte pt: Stronger: Força de Viver     |
| 2018 | Wildlife                            | Jerry Brinson                  | br: Vida Selvagem                                            |
| 2018 | The Sisters Brothers                | John Morris                    | br: Os Irmãos Sisters                                        |
| 2019 | Spider-Man: Far From Home           | Quentin Beck / Mystério        | br/pt: Homem Aranha: Longe de Casa                           |
| 2019 | Velvet Buzzsaw                      | Morf Vanderwalt                | br: Velvet Buzzsaw                                           |
| 2021 | Breaking News in Yuba County        | Produtor                       |                                                              |
| 2021 | Spirit Untamed                      | James "Jim" Prescott           | br: Spirit: O Indomável                                      |
| 2021 | The Guilty                          | Joe Baylor                     | br: O Culpado                                                |
| 2022 | Ambulance                           | Danny Sharp                    | br/pt: Ambulância - Um Dia de Crime                          |
| 2022 | Strange World                       | Searcher Clade                 | br: Mundo Estranho pt: Estranho Mundo                        |
| 2023 | Guy Ritchie's The Covenant          | Sargento John Kinley           | br/pt: O Pacto                                               |

### Vídeos Musicais
| Ano  | Música            | Artista         |
| ---- | ----------------- | --------------- |
| 2009 | Blame It          | Jamie Foxx      |
| 2010 | Giving Up the Gun | Vampire Weekend |
| 2012 | Time to Dance     | The Shoes       |
| 2012 | End of Watch      | Taylor          |

## Prêmios e indicações
| Ano  | Premiação                            | Categoria                                  | Filme                                  | Resultado | Ref.   |
| ---- | ------------------------------------ | ------------------------------------------ | -------------------------------------- | --------- | ------ |
| 1999 | Teen Choice Awards                   | Melhor Nova Estrela de Cinema - Masculino  | October Sky                            | Indicado  |        |
| 1999 | Young Artist Awards                  | Melhor Ator Jovem                          | October Sky                            | Indicado  |        |
| 2002 | DVD Exclusive Awards                 | Melhor Ator                                | Highway                                | Indicado  | [ 73 ] |
| 2002 | Young Hollywood Awards               | Ator Revelação                             | Donnie Darko                           | Vencedor  | [ 74 ] |
| 2002 | Independent Spirit Awards            | Melhor Ator                                | Donnie Darko                           | Indicado  | [ 75 ] |
| 2003 | Chlotrudis Awards                    | Melhor Ator                                | Donnie Darko                           | Vencedor  | [ 76 ] |
| 2003 | Teen Choice Awards                   | Estrela de Cinema em Ascensão - Masculino  | The Good Girl                          | Indicado  |        |
| 2003 | Teen Choice Awards                   | Beijo de Cinema com (Jennifer Aniston)     | The Good Girl                          | Indicado  |        |
| 2005 | Satellite Awards                     | Melhor Ator em Filme de Drama              | Jarhead                                | Indicado  | [ 77 ] |
| 2005 | Satellite Awards                     | Melhor Ator Coadjuvante em Filme de Drama  | O Segredo de Brokeback Mountain        | Indicado  | [ 77 ] |
| 2005 | National Board of Review             | Melhor Ator Coadjuvante                    | O Segredo de Brokeback Mountain        | Vencedor  | [ 78 ] |
| 2005 | Phoenix Film Critics Society         | Melhor Ator Coadjuvante                    | O Segredo de Brokeback Mountain        | Vencedor  | [ 79 ] |
| 2005 | Critics' Choice Award                | Melhor Ator Coadjuvante                    | O Segredo de Brokeback Mountain        | Indicado  | [ 80 ] |
| 2005 | BAFTA Awards                         | Melhor Ator Coadjuvante                    | O Segredo de Brokeback Mountain        | Vencedor  | [ 81 ] |
| 2005 | North Texas Film Critics Association | Melhor Ator Coadjuvante                    | O Segredo de Brokeback Mountain        | Vencedor  |        |
| 2005 | Oscar                                | Melhor Ator Coadjuvante                    | O Segredo de Brokeback Mountain        | Indicado  | [ 82 ] |
| 2005 | Screen Actors Guild Awards           | Melhor Ator Coadjuvante                    | O Segredo de Brokeback Mountain        | Indicado  | [ 83 ] |
| 2005 | Screen Actors Guild Awards           | Melhor Elenco                              | O Segredo de Brokeback Mountain        | Indicado  | [ 83 ] |
| 2006 | MTV Movie Awards                     | Melhor Performance                         | O Segredo de Brokeback Mountain        | Vencedor  | [ 84 ] |
| 2006 | MTV Movie Awards                     | Melhor Beijo com (Heath Ledger)            | O Segredo de Brokeback Mountain        | Vencedor  | [ 84 ] |
| 2008 | Teen Choice Awards                   | Ator de Drama - Cinema                     | Rendition                              | Indicado  | [ 85 ] |
| 2010 | Teen Choice Awards                   | Ator de Drama - Cinema                     | Entre Irmãos                           | Indicado  | [ 86 ] |
| 2010 | Teen Choice Awards                   | Ator de Fantasia - Cinema                  | Príncipe da Pérsia: As Areias do Tempo | Indicado  | [ 86 ] |
| 2010 | Prêmios Globo de Ouro                | Melhor Ator em Filme de Comédia ou Musical | Love and Other Drugs                   | Indicado  |        |
| 2011 | Scream Awards                        | Melhor Ator em Filme de Ficção Científica  | Source Code                            | Indicado  |        |
| 2011 | People's Choice Awards               | Melhor Estrela de Fime de Ação             |                                        | Indicado  |        |
| 2012 | Critic's Choice Movie Award          | Melhor Ator em Filme de Ação               | End Of Watch                           | Indicado  |        |
| 2013 | Hollywood Film Awards                | Melhor Ator Coadjuvante                    | Prisioners                             | Vencedor  |        |
| 2013 | People's Choice Awards               | Melhor Ator em Filme de Drama              |                                        | Indicado  |        |
| 2014 | Prêmios Globo de Ouro                | Melhor Ator em Filme de Drama              | Nightcrawler                           | Indicado  |        |
| 2014 | British Academy Movie Awards         | Melhor Ator                                | Nightcrawler                           | Indicado  |        |
| 2014 | Screen Actors Guild Awards           | Melhor Ator                                | Nightcrawler                           | Indicado  |        |
| 2014 | AACTA Awards                         | Melhor Ator                                | Nightcrawler                           | Indicado  |        |
| 2014 | Austin Film Critics Association      | Melhor Ator                                | Nightcrawler                           | Vencedor  |        |
| 2014 | Chicago Film Critics Association     | Melhor Ator                                | Nightcrawler                           | Indicado  |        |
| 2014 | Critic's Choice Movie Award          | Melhor Ator                                | Nightcrawler                           | Indicado  |        |
| 2014 | Dallas Fort-Worth Critic Association | Melhor Ator                                | Nightcrawler                           | Indicado  |        |
| 2014 | Detroit Film Critics Society         | Melhor Ator                                | Nightcrawler                           | Indicado  |        |
| 2014 | Dublin Fim Critics' Circle           | Melhor Ator                                | Nightcrawler                           | Vencedor  |        |
| 2014 | Florida Films Critics' Circle        | Melhor Ator                                | Nightcrawler                           | Indicado  |        |
| 2014 | Houston Film Critics Society         | Melhor Ator                                | Nightcrawler                           | Vencedor  |        |
| 2014 | Georgia Films Critic Association     | Melhor Ator                                | Nightcrawler                           | Vencedor  |        |
| 2014 | Independent Spirit Awards            | Melhor Ator                                | Nightcrawler                           | Indicado  |        |
| 2014 | North Texas Film Critics Association | Melhor Ator                                | Nightcrawler                           | Vencedor  |        |
| 2014 | San Diego Film Critics Society       | Melhor Ator                                | Nightcrawler                           | Vencedor  |        |
| 2014 | Satellite Awards                     | Melhor Ator                                | Nightcrawler                           | Indicado  |        |
| 2014 | St. Louis Film Critics Association   | Melhor Ator                                | Nightcrawler                           | Vencedor  |        |
| 2014 | Toronto Film Critics Association     | Melhor Ator                                | Nightcrawler                           | Indicado  |        |
| 2014 | Vancouver Film Crtics Circle         | Melhor Ator                                | Nightcrawler                           | Vencedor  |        |
| 2014 | London Film Critic's Circle          | Ator do Ano                                | Nightcrawler                           | Indicado  |        |
| 2016 | Houston Film Critics Society         | Melhor Ator                                | Animais Noturnos                       | Indicado  |        |
| 2017 | British Academy Movie Awards         | Melhor Ator                                | Animais Noturnos                       | Indicado  |        |

## Prêmios de reconhecimento
| Ano  | Premiação                                | Categoria                                     | Ref.   |
| ---- | ---------------------------------------- | --------------------------------------------- | ------ |
| 2005 | Hollywood Awards                         | Ator Revelação do Ano                         | [ 87 ] |
| 2006 | Palm Springs International Film Festival | Desert Palm Achievement Award                 | [ 88 ] |
| 2006 | National Arts Awards                     | Prêmio Jovem Artista por Excelência Artística | [ 89 ] |